# Combined Array for Research in Millimeter-wave Astronomy
CARMA (Combined Array for Research in Millimeter-wave Astronomy) était un interféromètre millimétrique né de la fusion en 2005 entre celui du BIMA, celui de l'OVRO et celui du Sunyaev–Zel'dovich Array (en). Il a été décommissionné en avril 2015. Les télescopes ont été démontés et stockés sur le site de l'OVRO.
Cet instrument d’observation était situé aux États-Unis, dans l’État de la Californie, dans la Sierra Nevada à environ 2 196 m d’altitude, sur un site appelé Cedar Flat dans les Monts Inyo (en).

## Histoire
Un interféromètre millimétrique a pour objectif d’observer des émissions ayant de très petites longueurs d'onde. Cependant, la plupart de ces ondes sont en grande partie absorbées par la vapeur d’eau présente dans l’atmosphère. C’est pourquoi un environnement sec et à haute altitude permet de meilleures conditions d’observation.
L’étude d’un site localisé dans la Sierra Nevada californienne à environ 2 440 m d’altitude a permis de déterminer que les conditions d’observation étaient excellentes et qu’elles pouvaient augmenter la puissance réceptrice d’un interféromètre situé dans une zone moins favorable de 50 à 100 %.
C’est ainsi qu’en 2001, BIMA et OVRO ont décidé de mettre en commun leurs interféromètres et de les placer sur ce site. La construction des installations a commencé en 2004. Les antennes y ont été déplacé et l'instrument est devenu opérationnel en 2006.

## Caractéristiques
CARMA étant la réunion des interféromètres de l'OVRO, du BIMA et du Sunyaev–Zel'dovich Array (en), cela porte à 23 le nombre d'antennes : six de 10,4 m de diamètre, neuf de 6 m et huit de 3,5 m. Celles-ci étaient disposées sur des rails, permettant ainsi différentes positions d’observation. La surface totale de réception était alors de 772 m2.